# Brouwerijhuurder
Een brouwerijhuurder of bierfirma is een onderneming die eigenaar is van een of meer bieren, en deze zelf commercialiseert als hoofdactiviteit. In Nederland spreekt men van brouwerijhuurder of huurbouwerij, in België noemt men dit een bierfirma.
Hoewel de firma meestal de naam brouwerij draagt, bezit ze geen eigen brouwinstallatie en laat deze bieren in opdracht brouwen in een andere brouwerij. Ook wanneer de eigenaars zelf brouwen in een andere brouwerij, is er nog steeds sprake van een brouwerijhuurder of bierfirma.
Wanneer de onderneming in bezit is van een kleine (door accijnzen erkende) brouwinstallatie, maar grotere hoeveelheden laat brouwen in een andere brouwerij, dan is er geen sprake meer van brouwerijhuurder of bierfirma.
Het onderscheid tussen een brouwerij en brouwerijhuurder werd ingevoerd door bierconsumentenverenigingen PINT (Nederland) en de "Objectieve Bierproevers", de voorloper van Zythos (België) om een gebrek aan transparante informatie richting consument te verbeteren. Het was niet altijd duidelijk wie welk en waar brouwde wat leidde tot consumentenbedrog. Tot 2004 werd in beide landen het begrip brouwerijhuurder gebruikt als de eigenaars van het bier ook zelf brouwden in een andere brouwerij, maar dat bleek niet controleerbaar en ook hier werd er veel foutieve informatie verstrekt, daarom besliste Zythos in 2005 de naam brouwerijhuurder te laten vallen en dit te veranderen in bierfirma. In Nederland bleef deze naam echter wel behouden.